# Acanthinus spectans
Acanthinus spectans es una especie de coleóptero de la familia Anthicidae.

## Distribución geográfica
Habita en Texas (Estados Unidos).